# 物部木蓮子
物部 木蓮子（もののべ の いたび）は、古墳時代の豪族。物部氏十二世。物部布都久留の子。

## 経歴
『先代旧事本紀』「天孫本紀」は、宇摩志麻治命12世の孫で、仁賢天皇の時代の大連とし、石上神宮を奉斎した、とする。また、『日本書紀』では、安閑天皇の妃に物部木蓮子大連の娘・宅媛をあげる。なお、安閑天皇の妃には、宅媛の他に皇后の春日山田皇女と、許勢男人大臣の女紗手媛・香香有媛の姉妹がいた。

## 系譜
- 父：物部布都久留（ふつくる）
- 母：不詳
  - 弟：物部小事
  - 弟：物部多波
- 妻：不詳
- 生母不明の子女
  - 男子：物部麻佐良
  - 女子：物部宅媛（やかひめ）